# بونتی (فیلم ۲۰۱۲)
«بونتی» (انگلیسی: The Bounty) فیلمی در ژانر اکشن است که در سال ۲۰۱۲ منتشر شد.